# Droit de garenne
Le droit de garenne correspondait au droit de chasse et de pêche exclusif qu'avaient les nobles dans les garennes françaises. Ils y chassaient notamment le lapin. Ce droit était un droit utile qui faisait partie des revenus d'une terre et qui pouvait s'affermer.

## Droit de garenne en France

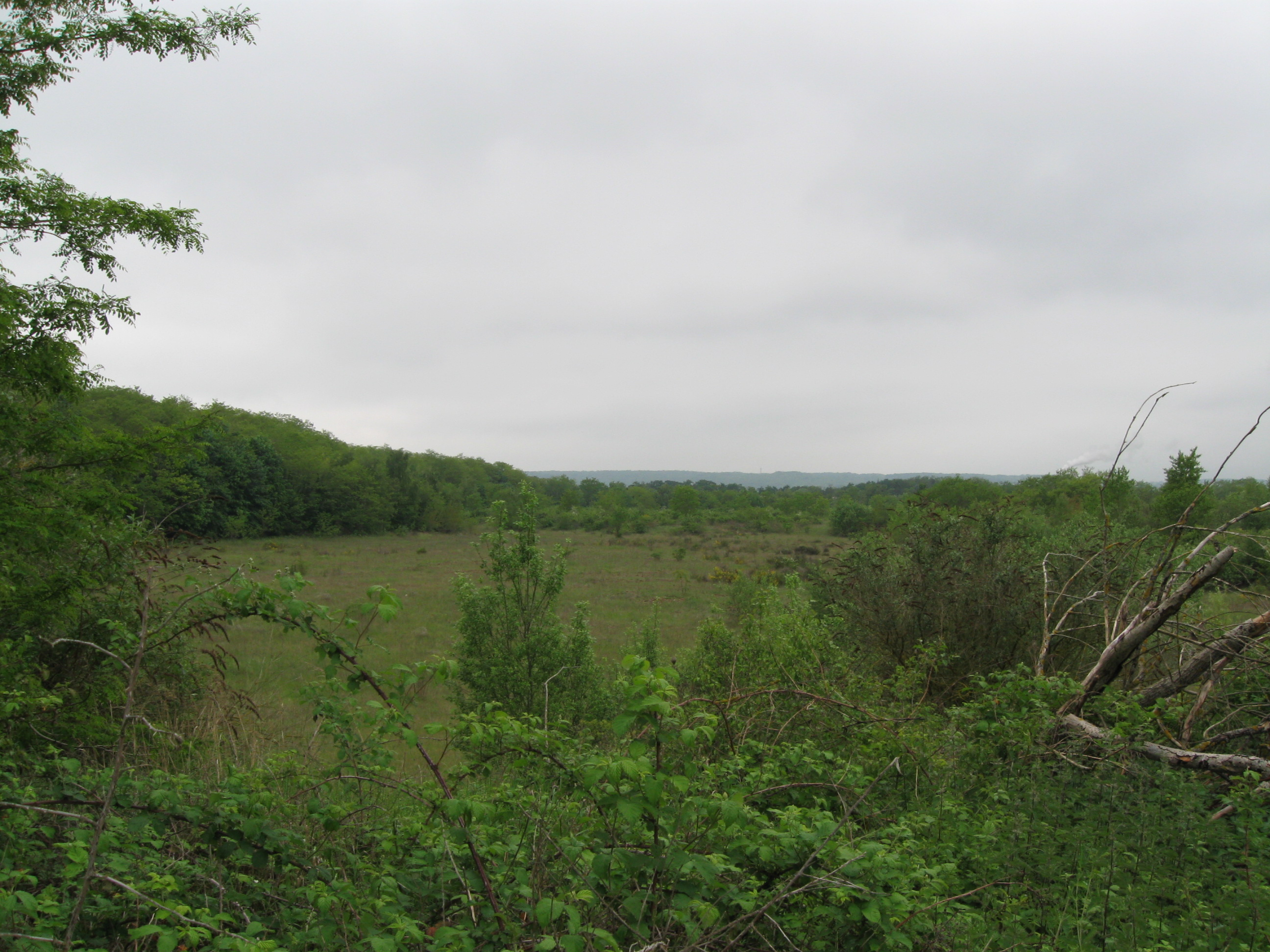
Lieu-dit Les Hautes-Garennes sur la commune de Mantes-la-Jolie

C'est à l'époque carolingienne que la chasse commence à être réglementée. À partir du VIIe siècle, apparaît dans certains textes le « droit de forest » (droit de forêt) qui donne à certaines personnes (et sous certaines conditions) un droit de chasse chez autrui.
Le droit de garenne est institué en France au XIIIe siècle, sur le modèle du droit royal de forêt anglais, mais il n'est pas accordé, au nom du roi, aux seuls comtes. Pour mettre fin aux cruelles expéditions punitives des seigneurs du Xe siècle dans les villages, chasse et pêche leur sont réservées sous peine d'amende ou parfois, si le braconnage répété a lieu la nuit, de pendaison.
Ce privilège, comme toutes les autres banalités, fut définitivement aboli à la Révolution française en 1789, lors de la nuit du 4 août.

### Garenne ouverte
Ne nécessitant pas de clore un territoire, le droit de garenne accordé aux seigneurs justiciers ayant le droit de ban, châtelains et barons, peut s'appliquer dans toute leur juridiction, y compris en dehors de leurs propriétés personnelles. Ce droit s'exerce sur la terre (chasse) et dans les eaux (pêche), sans compensation aux occupants du terrain, en vertu du droit de ban. Les chiens ne sont pas autorisés sur ces espaces réservés, sous peine d'amende également, à moins d'être entravés ou estropiés.

### Garenne fermée
Bien plus modeste est le droit de garenne que tout seigneur peut établir sur ses terres, en tant que propriétaire foncier. Cette garenne n'était généralement qu'une simple réserve de gibier dans un bois clos lui appartenant. Mais cela reste un privilège qui n'est accordé qu'à la noblesse, puisqu'il peut s'agir d'un enclos situé sur les terres de ses sujets. Selon la règle de Loisel[réf. souhaitée], le seigneur doit dans ce cas leur accorder une compensation.